# Алекса Шантић (Сомбор)
Алекса Шантић је насеље у Србији у граду Сомбор у Западнобачком управном округу. Према попису из 2022. било је 1.295 становника.
Овде се налази Фернбахов дворац у Алекси Шантићу.

## Географске одлике
Надморска висина је 120 m.

## Историја
Алекса Шантић је младо насеље. Најстарији део насеља је изграђен између 1923. и 1926. године. Међутим, помињање насеља у шантићком атару сеже још из 1468. године. Данашње насеље се формирало за потребе српских добровољаца у Првом светском рату. Године 1925. године село добија име по познатом песнику Алекси Шантићу. На Видовдан, 28. јуна 1933. у селу је основана Соколска чета.
После насељавања суседне пустаре Станишић српским породицама из Барачке и Даутова (1763/64) и настанка истоименог села, пустара Шара је припојена станишићким поседима, па је, почетком 19. века, заједно са Станишићем постала посед породице Редл. На имању Редлових у Шари, крајем 19. века живело је неколико десетина мађарских бирошких породица.
На ободу Шаре настао је и посед Баба Пуста, на коме је земљопоседник и бачбодрошки жупан Карољ Фернбах подигао 1906/07. г. свој велики сецесијски каштел (по пројекту Режеа Хикиша), са парком, који и данас, потпуно руинирани (мада је реч о заштићеном споменику културе), постоје на око пет километара јужно од Шантића.
У Шантићу су, након досељења добровољаца, живеле 83 породице (64 херцеговачке, 16 кордунашких и три личке). Насеље се именом Алекса Шантић први пут помиње 19. маја 1925. године и тада је још имало статус колоније која је административно припадала општини Станишић, мада је становништво изразило жељу да буде припојено општини Бајмок. Старешина колоније био је Никола Матковић. Школа је изграђена 1925/26. године, а школско здање је било лепо и у њему су се налазили и станови за учитеље (учитељи у Алекси Шантићу тридесетих година 20. века били су Јеремија Курбеновић из Врањева у Банату и Радмила Вранић рођена Радојевић). Гробље је освештано 1928. године, те је колонија Алекса Шантић све више добијала одлике села, у коме је 1929. г. било већ стотину кућа. Општински лекар и ветеринар су по потреби долазили из Станишића, а два пута недељно станишићки поштар је доносио пошту коју је делио с кола. Атар села има је у то време 2.200 катастарских јутара земље. У време окупације Шантић је расељен, а становништво отерано у мађарске логоре Барч и Шарвар.
Током Другог светског рата насеље је окупирала Мађарска и име је промењено у Фернбах. Крајем јуна 1941. године Срби су из села протерани, док су у село насељени Мађари из Буковине. Десетак шантићких породица српске националности, спас је потражило у оближњем Станишићу. После Другог светског рата Алекса Шантић је обновљен, па је 1948. г. имао 1.020, а 1971. г. 2.064 становника. Током времена, у село је досељен и мањи број мађарских и хрватских породица. Према попису из 2011. г. у Шантићу је живело 1.778 становника.
Алекса Шантић има 2.172 становника. Већину чине Срби, а у селу живи још 15 националних скупина. Пољопривреда је основна привредна грана.

## Демографија
У насељу Алекса Шантић живи 1.779 пунолетних становника, а просечна старост становништва износи 41,9 година (41,0 код мушкараца и 42,7 код жена). У насељу има 748 домаћинстава, а просечан број чланова по домаћинству је 2,90.
Ово насеље је углавном насељено већински Србима (према попису из 2002. године).
|  |

| Демографија | Демографија | Демографија |
| Година      | Становника  | Становника  |
| ----------- | ----------- | ----------- |
| 1948.       | 1.020       |             |
| 1953.       | 1.446       |             |
| 1961.       | 1.751       |             |
| 1971.       | 2.064       |             |
| 1981.       | 2.259       |             |
| 1991.       | 2.267       | 2.245       |
| 2002.       | 2.172       | 2.209       |
| 2011.       | 1.770       |             |

| Етнички састав према попису из 2002.‍ | Етнички састав према попису из 2002.‍ | Етнички састав према попису из 2002.‍ | Етнички састав према попису из 2002.‍ | Етнички састав према попису из 2002.‍ |
| ------------------------------------ | ------------------------------------ | ------------------------------------ | ------------------------------------ | ------------------------------------ |
|                                      |                                      |                                      |                                      |                                      |
| Срби                                 | Срби                                 |                                      | 1.630                                | 75,04%                               |
| Хрвати                               | Хрвати                               |                                      | 129                                  | 5,93%                                |
| Мађари                               | Мађари                               |                                      | 124                                  | 5,70%                                |
| Буњевци                              | Буњевци                              |                                      | 78                                   | 3,59%                                |
| Југословени                          | Југословени                          |                                      | 65                                   | 2,99%                                |
| Немци                                | Немци                                |                                      | 15                                   | 0,69%                                |
| Румуни                               | Румуни                               |                                      | 14                                   | 0,64%                                |
| Македонци                            | Македонци                            |                                      | 9                                    | 0,41%                                |
| Црногорци                            | Црногорци                            |                                      | 7                                    | 0,32%                                |
| Муслимани                            | Муслимани                            |                                      | 6                                    | 0,27%                                |
| Словенци                             | Словенци                             |                                      | 3                                    | 0,13%                                |
| Роми                                 | Роми                                 |                                      | 2                                    | 0,09%                                |
| Русини                               | Русини                               |                                      | 1                                    | 0,04%                                |
| Бугари                               | Бугари                               |                                      | 1                                    | 0,04%                                |
| Албанци                              | Албанци                              |                                      | 1                                    | 0,04%                                |
| непознато                            | непознато                            |                                      | 4                                    | 0,18%                                |

| Етнички састав према попису из 2011.‍ | Етнички састав према попису из 2011.‍ | Етнички састав према попису из 2011.‍ | Етнички састав према попису из 2011.‍ | Етнички састав према попису из 2011.‍ |
| ------------------------------------ | ------------------------------------ | ------------------------------------ | ------------------------------------ | ------------------------------------ |
|                                      |                                      |                                      |                                      |                                      |
| Срби                                 | Срби                                 |                                      | 1.351                                | 76,3%                                |
| Мађари                               | Мађари                               |                                      | 118                                  | 6,7%                                 |
| Хрвати                               | Хрвати                               |                                      | 92                                   | 5,2%                                 |
| Буњевци                              | Буњевци                              |                                      | 80                                   | 4,5%                                 |
| остали                               | остали                               |                                      | 129                                  | 7,3%                                 |

| \| \| м \| \| \| ж \| \| ? \| 5 \| \| \| 6 \| \| 80+ \| 11 \| \| \| 13 \| \| 75—79 \| 19 \| \| \| 34 \| \| 70—74 \| 62 \| \| \| 79 \| \| 65—69 \| 91 \| \| \| 98 \| \| 60—64 \| 68 \| \| \| 105 \| \| 55—59 \| 51 \| \| \| 64 \| \| 50—54 \| 69 \| \| \| 68 \| \| 45—49 \| 101 \| \| \| 81 \| \| 40—44 \| 84 \| \| \| 91 \| \| 35—39 \| 73 \| \| \| 82 \| \| 30—34 \| 59 \| \| \| 50 \| \| 25—29 \| 60 \| \| \| 44 \| \| 20—24 \| 67 \| \| \| 72 \| \| 15—19 \| 75 \| \| \| 91 \| \| 10—14 \| 68 \| \| \| 71 \| \| 5—9 \| 51 \| \| \| 45 \| \| 0—4 \| 30 \| \| \| 34 \| \| Просек : \| 41,0 \| \| \| 42,7 \| |      |  |  |      |
| |      |  |  |      |
| | м    |  |  | ж    |
| ? | 5    |  |  | 6    |
| 80+ | 11   |  |  | 13   |
| 75—79 | 19   |  |  | 34   |
| 70—74 | 62   |  |  | 79   |
| 65—69 | 91   |  |  | 98   |
| 60—64 | 68   |  |  | 105  |
| 55—59 | 51   |  |  | 64   |
| 50—54 | 69   |  |  | 68   |
| 45—49 | 101  |  |  | 81   |
| 40—44 | 84   |  |  | 91   |
| 35—39 | 73   |  |  | 82   |
| 30—34 | 59   |  |  | 50   |
| 25—29 | 60   |  |  | 44   |
| 20—24 | 67   |  |  | 72   |
| 15—19 | 75   |  |  | 91   |
| 10—14 | 68   |  |  | 71   |
| 5—9 | 51   |  |  | 45   |
| 0—4 | 30   |  |  | 34   |
| Просек : | 41,0 |  |  | 42,7 |

| Година пописа     | 1948. | 1953. | 1961. | 1971. | 1981. | 1991. | 2002. |
| ----------------- | ----- | ----- | ----- | ----- | ----- | ----- | ----- |
| Број домаћинстава | 266   | 414   | 513   | 603   | 665   | 719   | 748   |

| Број чланова      | 1   | 2   | 3   | 4   | 5  | 6  | 7 | 8 | 9 | 10 и више | Просек |
| ----------------- | --- | --- | --- | --- | -- | -- | - | - | - | --------- | ------ |
| Број домаћинстава | 141 | 213 | 140 | 141 | 70 | 33 | 9 | 0 | 0 | 1         | 2,90   |

| Пол    | Укупно | Неожењен/Неудата | Ожењен/Удата | Удовац/Удовица | Разведен/Разведена | Непознато |
| ------ | ------ | ---------------- | ------------ | -------------- | ------------------ | --------- |
| Мушки  | 895    | 259              | 558          | 36             | 42                 | 0         |
| Женски | 978    | 196              | 557          | 179            | 46                 | 0         |
| УКУПНО | 1.873  | 455              | 1.115        | 215            | 88                 | 0         |

| Пол    | Укупно                    | Пољопривреда, лов и шумарство | Рибарство                            | Вађење руде и камена | Прерађивачка индустрија       |
| ------ | ------------------------- | ----------------------------- | ------------------------------------ | -------------------- | ----------------------------- |
| Мушки  | 468                       | 317                           | 0                                    | 0                    | 53                            |
| Женски | 288                       | 145                           | 0                                    | 0                    | 40                            |
| Укупно | 756                       | 462                           | 0                                    | 0                    | 93                            |
|        |                           |                               |                                      |                      |                               |
| Пол    | Производња и снабдевање   | Грађевинарство                | Трговина                             | Хотели и ресторани   | Саобраћај, складиштење и везе |
| Мушки  | 1                         | 9                             | 16                                   | 6                    | 24                            |
| Женски | 0                         | 2                             | 34                                   | 4                    | 3                             |
| Укупно | 1                         | 11                            | 50                                   | 10                   | 27                            |
|        |                           |                               |                                      |                      |                               |
| Пол    | Финансијско посредовање   | Некретнине                    | Државна управа и одбрана             | Образовање           | Здравствени и социјални рад   |
| Мушки  | 1                         | 1                             | 16                                   | 10                   | 11                            |
| Женски | 4                         | 1                             | 10                                   | 15                   | 27                            |
| Укупно | 5                         | 2                             | 26                                   | 25                   | 38                            |
|        |                           |                               |                                      |                      |                               |
| Пол    | Остале услужне активности | Приватна домаћинства          | Екстериторијалне организације и тела | Непознато            | Непознато                     |
| Мушки  | 3                         | 0                             | 0                                    | 0                    | 0                             |
| Женски | 3                         | 0                             | 0                                    | 0                    | 0                             |
| Укупно | 6                         | 0                             | 0                                    | 0                    | 0                             |